# Kucerivka, Dîkanka
Kucerivka (în ucraineană Кучерівка) este un sat în comuna Andriivka din raionul Dîkanka, regiunea Poltava, Ucraina.

## Demografie
Componența lingvistică a localității Kucerivka
     Ucraineană (95%)
     Română (5%)
Conform recensământului din 2001, majoritatea populației localității Kucerivka era vorbitoare de ucraineană (95%), existând în minoritate și vorbitori de română (5%).